# Fuente de energía

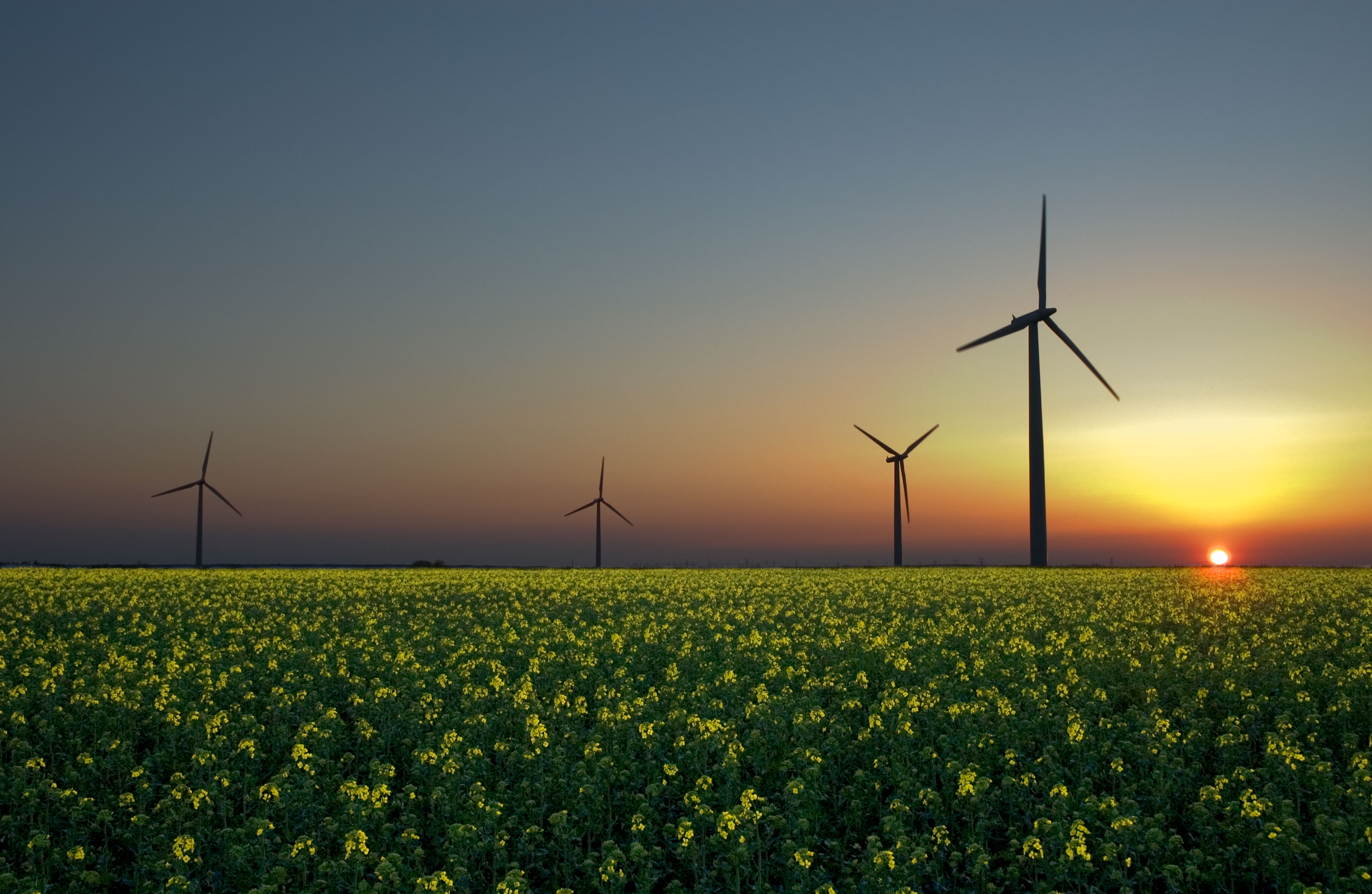
Viento, sol y biomasa son fuentes de energía primarias que pueden calificarse de «renovables», «sostenibles», «limpias» y «alternativas».

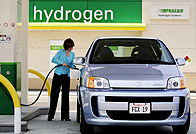
Los combustibles para propulsar la velocidad de los vehículos de transporte pueden provenir de muy distintas fuentes primarias: el petróleo (un combustible fósil del que se obtiene la gasolina, el gasoil o el queroseno), la biomasa (de la que se obtienen los biocombustibles), o cualquier fuente primaria que genere electricidad para posteriormente obtener hidrógeno, como el que utiliza el aunque reposta en esta imagen, o los de celda de combustible. Otros utilizan otros tipos de baterías (vehículo eléctrico) o son híbridos (consumen tanto gasolina como energía eléctrica). Hay otros ejemplos de propulsión alternativa.

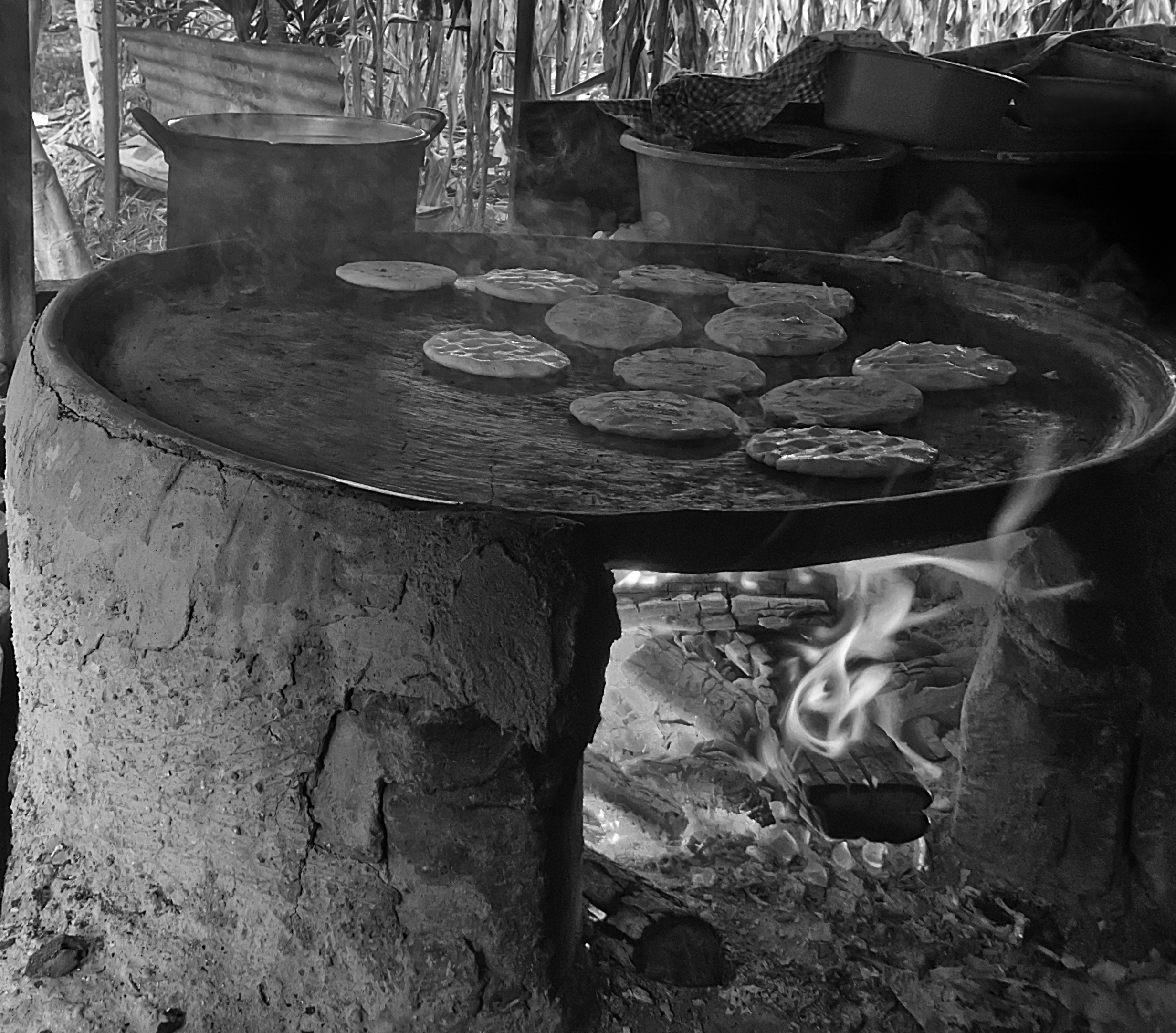
Las hogueras y los hornos alimentados con madera o cualquier otra biomasa térmica son uno de los usos más antiguos de fuentes de energía tradicionales.

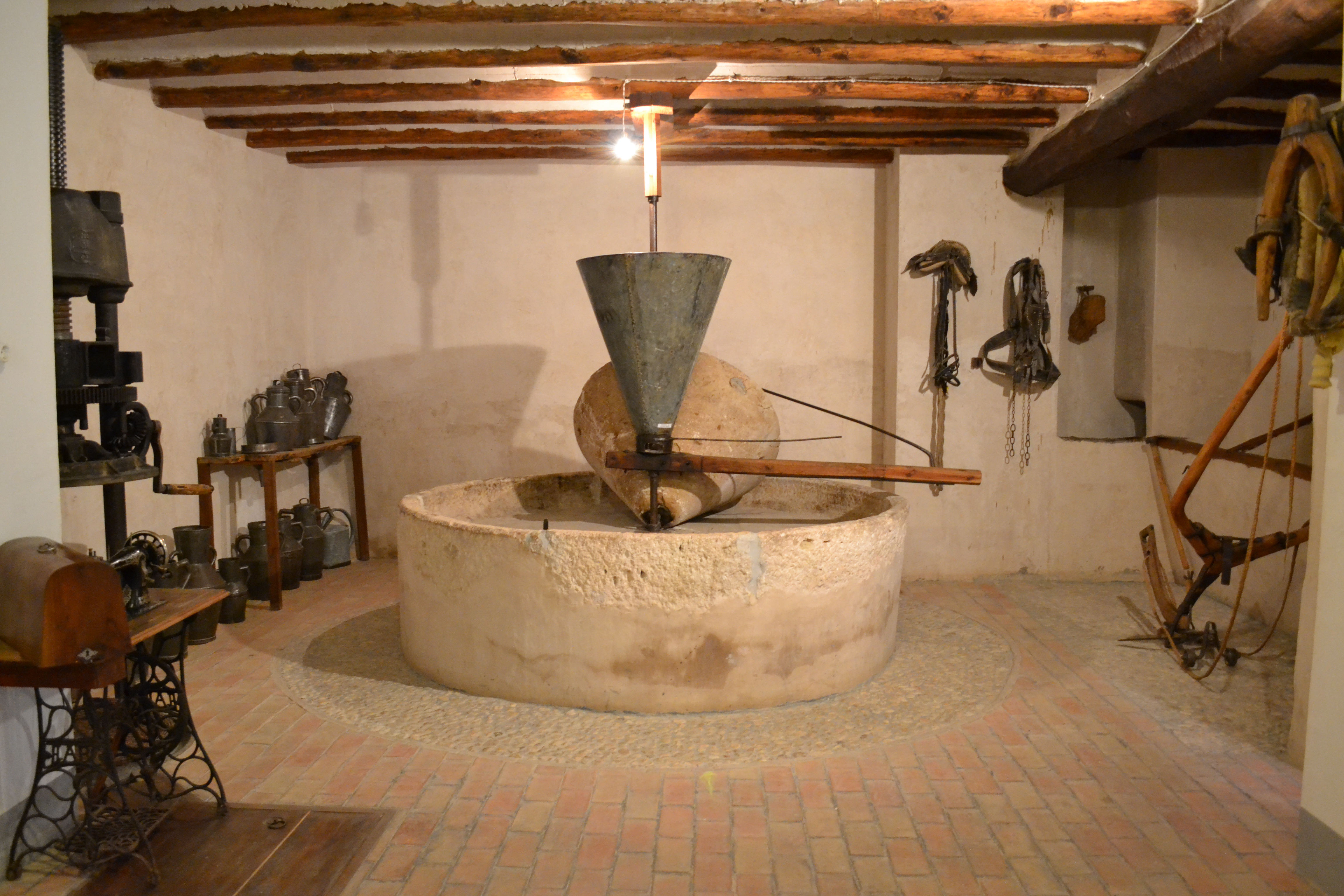
Molino de sangre impulsado por un animal de tiro que obtiene su energía de alimentos, de origen vegetal, producidos por plantas que transforman la energía del sol en moléculas energéticas.

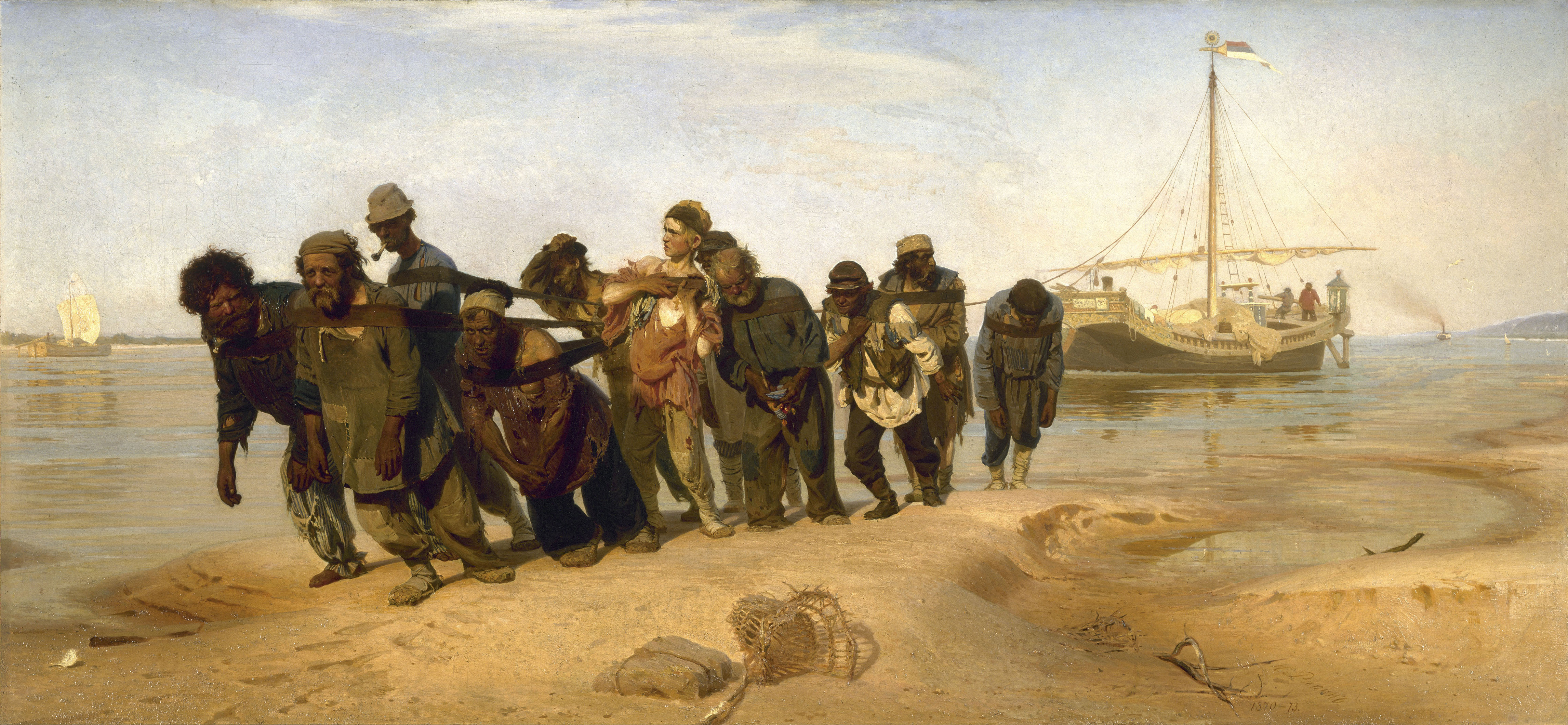
Los sirgadores del Volga, de Ilia Repin (1870-1873). La sirga es el procedimiento para remolcar embarcaciones desde las orillas de un canal. En una sociedad preindustrial, como la rusa de mediados del siglo XIX, se utilizaba la energía humana o animal. También se usaba la energía humana en los barcos de remo. Los barcos de vela como el que se representa en el cuadro utilizan la energía del viento cuando les es posible, en su navegación por aguas libres.

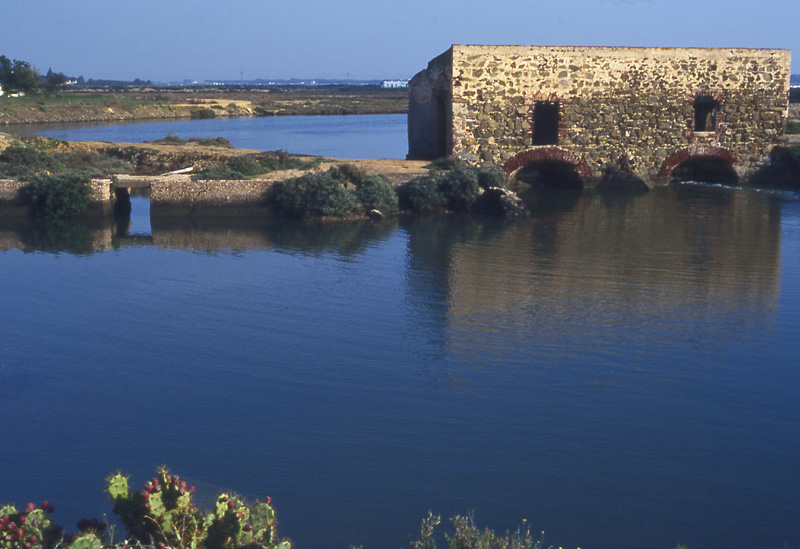
Molino de mareas en Isla Cristina (España).

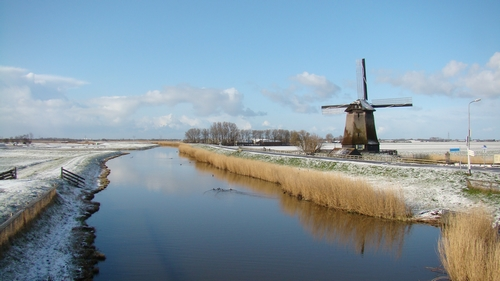
Molino de viento de los polders holandeses.

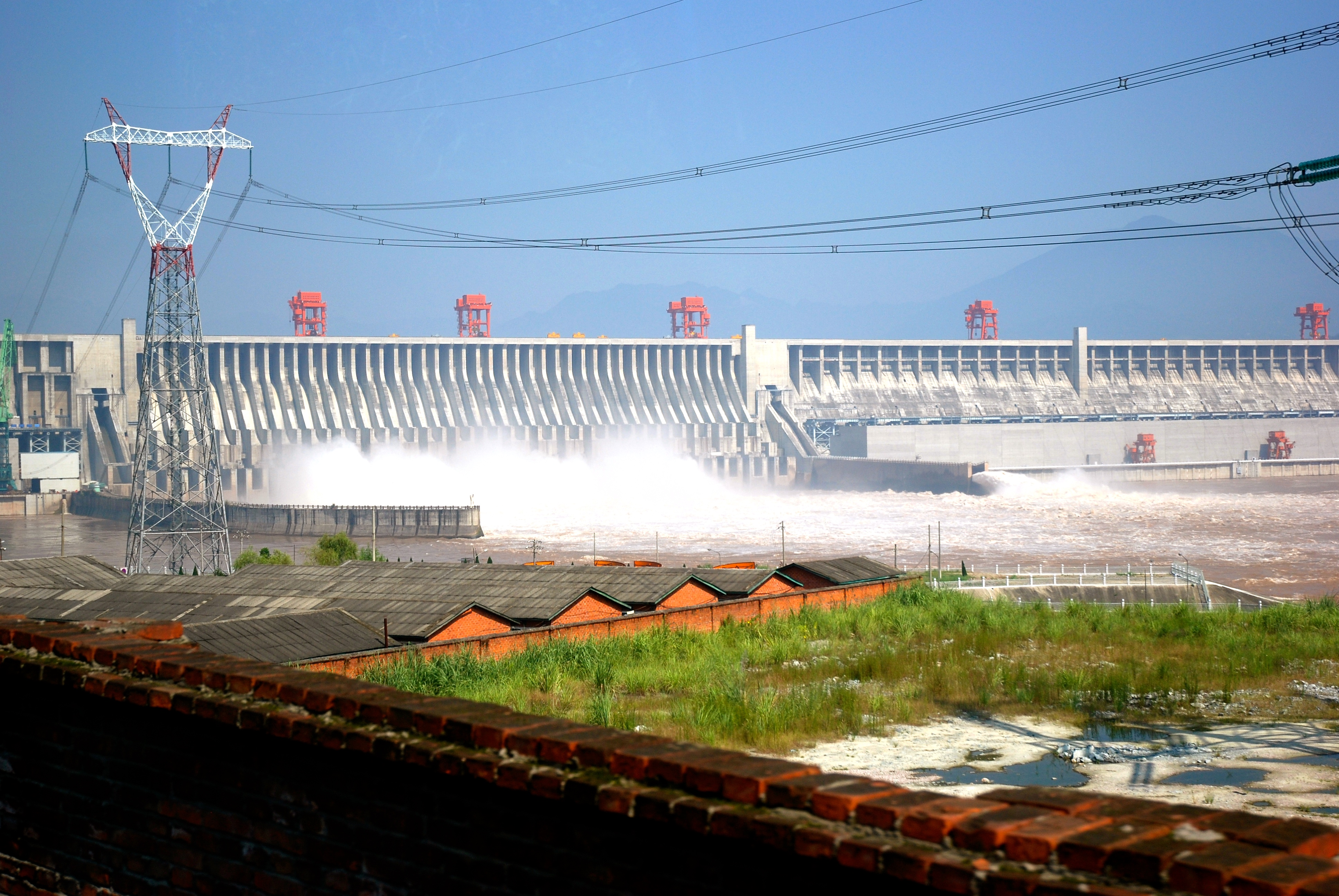
Presa de las Tres Gargantas (China), la mayor del mundo.

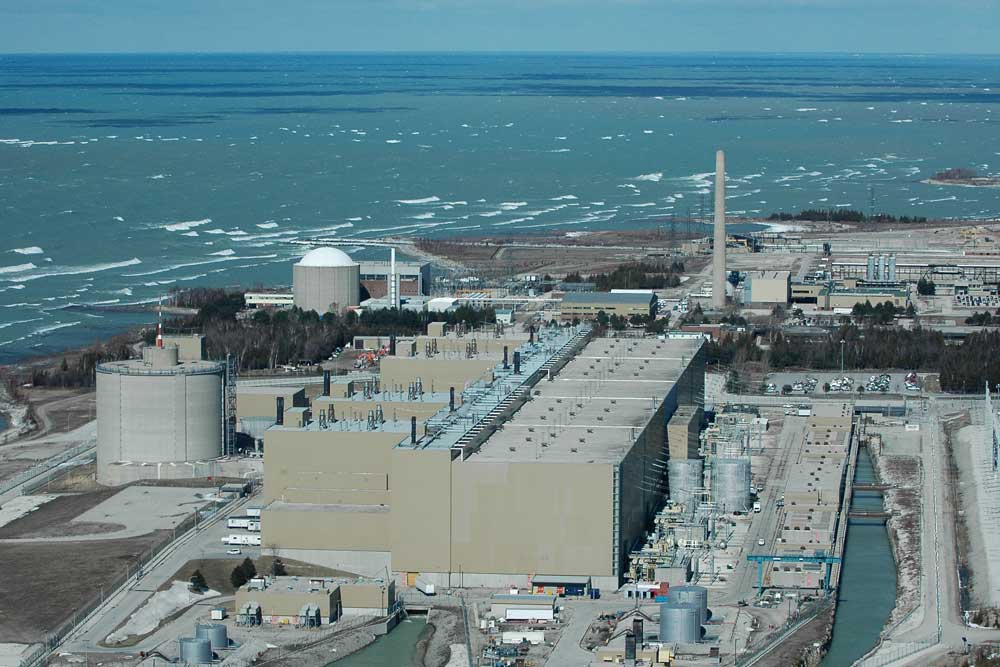
Central nuclear Bruce (Canadá), la mayor del mundo.

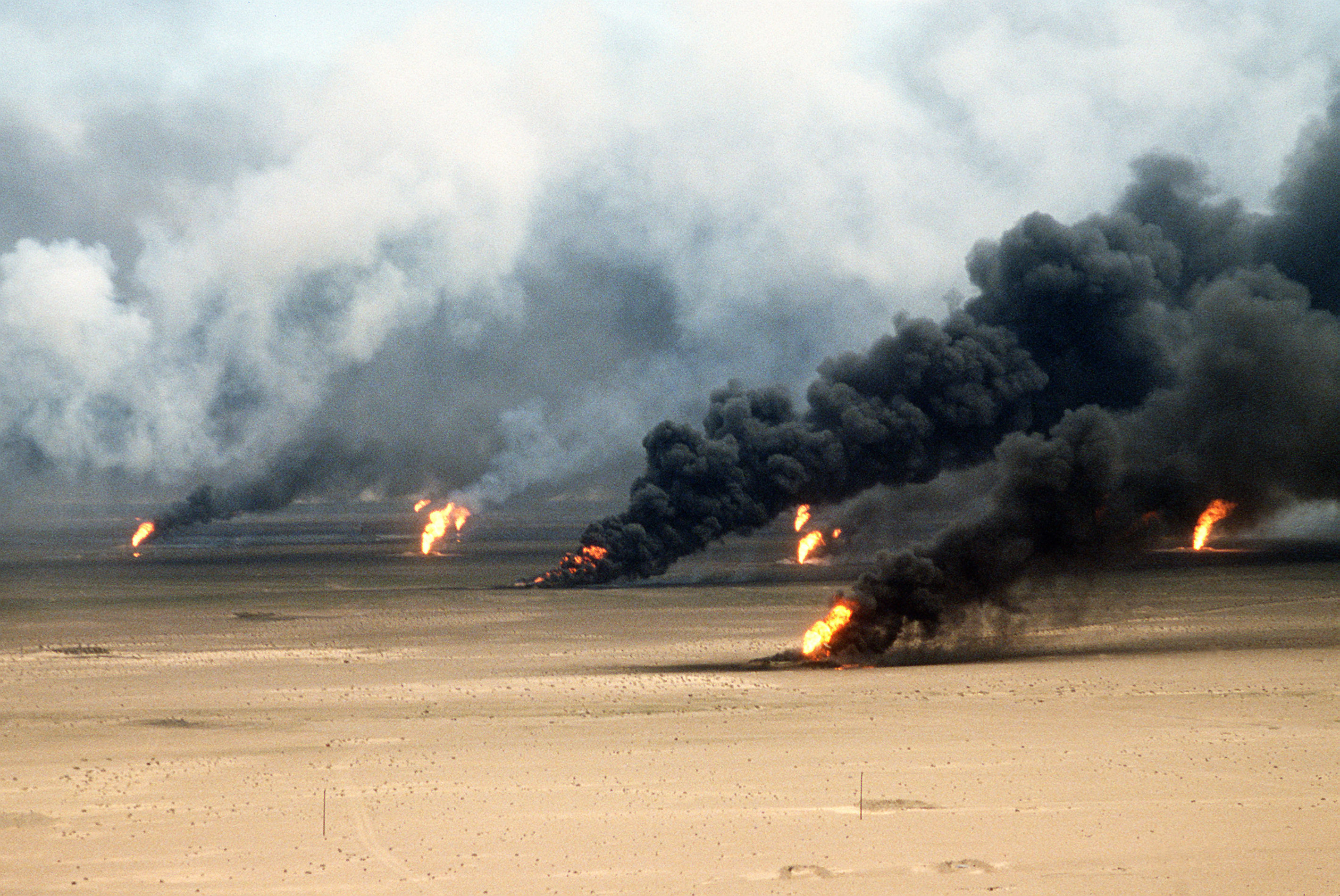
Pozos de petróleo de Kuwait incendiados durante la Guerra del Golfo (1991).

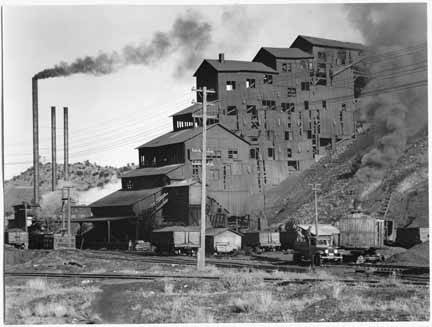
Central de carbón de Madrid (Estados Unidos) hacia 1935.

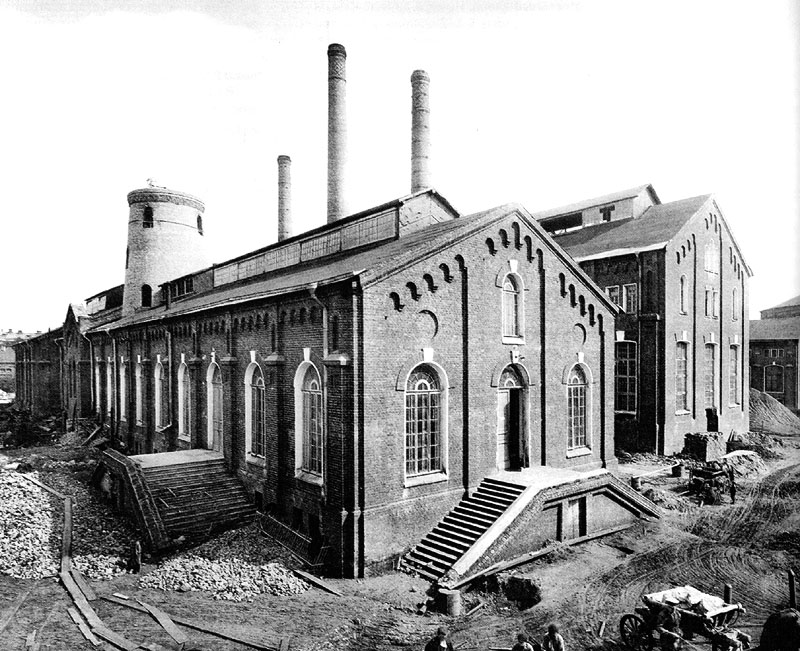
Central de gas de Moscú hacia 1912.

Fuente de energía es un fenómeno físico o químico del que es posible explotar su energía con fines económicos o biofísicos. Según un primer criterio de clasificación, se les llama «primarias» si provienen de un fenómeno natural y no han sido transformadas (el sol, la biomasa, las corrientes de agua, el viento, los minerales energéticos o radiactivos); y «secundarias» si son resultado de una transformación intencionada a partir de las primarias para obtener la forma de energía deseada (la energía eléctrica -que puede obtenerse a partir de cualquiera de las fuentes primarias-, la energía química de los distintos combustibles utilizados para el transporte, la calefacción o la industria -que pueden obtenerse a partir de muy distintas fuentes-, etc.) Según un segundo criterio, a las fuentes de energía primarias se las llama «renovables» si sus reservas no disminuyen de forma significativa en la escala de tiempo de su explotación (como la hidroeléctrica, la eólica, la solar, la geotérmica, la mareomotriz o la utilización energética de la biomasa); y las «no renovables» si lo hacen (como los combustibles fósiles -carbón, petróleo, gas natural- y la energía nuclear). Según un tercer criterio, se las llama «limpias» si se las valora positivamente en un contexto ecologista (lo que coincide en su mayor parte con las renovables); y «sucias» si son valoradas negativamente (lo que coincide en su mayor parte con las no renovables), aunque en realidad ninguna fuente de energía carece de impacto ambiental en su uso (pudiendo ser más o menos negativo en distintos ámbitos). Próximos a este criterio están otros, como la diferenciación entre «fuentes de energía sostenibles» y no sostenibles (según su sostenibilidad), o la diferenciación entre las llamadas «fuentes de energía alternativas» y las «convencionales» o «tradicionales», por su menor o mayor polución y especialmente su menor o mayor contribución al cambio climático antropogénico por las emisiones de CO2; aunque es problemático tener que clasificar entonces la energía nuclear como alternativa a las fósiles (puesto que su peligrosidad reside no en la emisión de gases sino en la generación de residuos radiactivos y la gravedad de los accidentes nucleares).

Consumo de energía por fuente (total mundial, 2010)[6] en porcentaje:      combustibles fósiles     nuclear     renovables Sector proyectado al segundo círculo (renovables):     biomasa térmica[7]     agua caliente solar     geotérmica (en climatización)     hidroeléctrica     bioetanol     biodiésel     biomasa (en generación de electricidad)     eólica     geotérmica (en generación de electricidad)     solar fotovoltaica     termosolar     marina
Consumo de energía por fuente (total mundial, 2014)[8] en Mtep (millones de toneladas equivalente de petróleo -Mtoe, tonne of oil equivalent-) o TWh (Teravatio hora -mil millones de kilovatios hora-) y porcentaje:     petróleo     gas natural     carbón     nuclear     hidroeléctrica     eólica     solar     biocombustibles     otras

## Historia

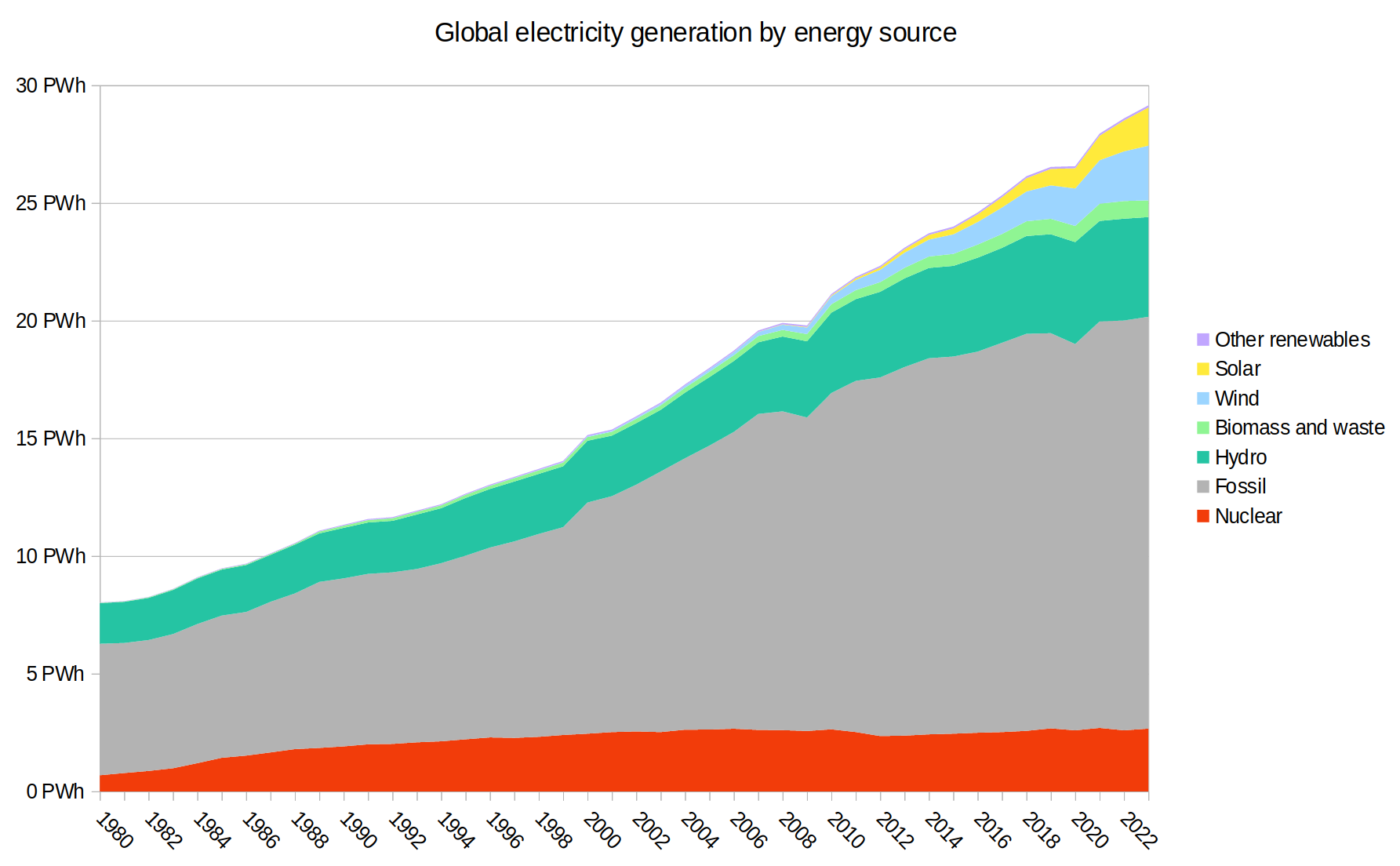
Fuentes primarias de la generación de energía eléctrica en el mundo entre 1980 y 2021. En la parte superior están las energías renovables; en gris, combustibles fósiles; en rojo, nuclear.
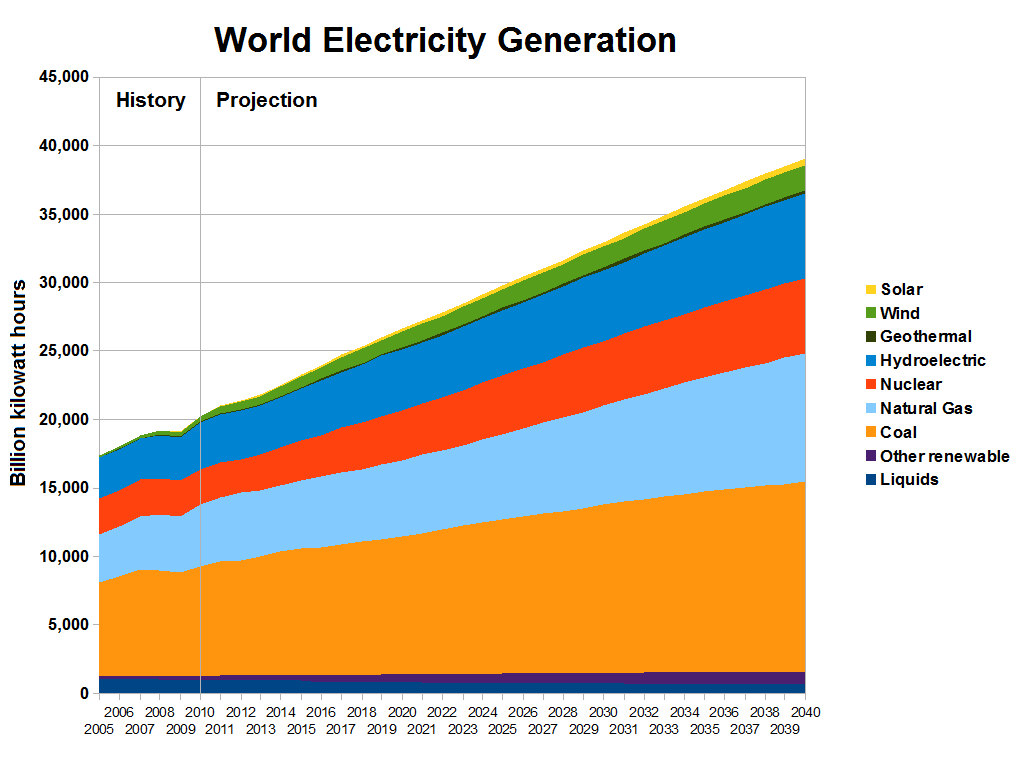
Proyección de la futura contribución de cada fuente de energía primaria a la generación de energía eléctrica en el mundo hasta 2040. De arriba a abajo: solar, eólica, geotérmica, hidroeléctrica, nuclear, gas natural, carbón, otras energías renovables y combustibles líquidos.

A lo largo de la historia el hombre ha buscado incesantemente fuentes de energía para su provecho; desde la Prehistoria, cuando la humanidad descubrió el fuego para calentarse, alumbrarse y cocinar los alimentos, pasando por la Edad Media en la que se introdujeron molinos de viento para moler cereales, hasta la Edad Contemporánea en la que se ha llegado a obtener energía fisionando el átomo y producir los sofisticados combustibles que permiten la propulsión aeroespacial.

La agricultura no sólo proporcionaba la comida... sino la mayor parte de las materias primas para cualquier industria que existiera, especialmente la textil para el vestido. ... Las fuentes de energía para procesar estos materiales, así como para la calefacción, también provenían de los bosques. Así, el Antiguo Régimen biológico era orgánico, es decir, dependía de la energía solar para el crecimiento de los cultivos alimentarios y de los árboles como combustible. El Antiguo Régimen biológico limitaba el rango de posibilidades de la gente y de su historia, porque virtualmente toda la actividad humana dependía de las fuentes de energía renovables suministradas a un ritmo anual por el sol.
Robert Marks

Los combustibles fósiles protagonizaron las revoluciones industriales: desde la Primera Revolución Industrial el carbón con el que se alimentaron las calderas de las máquinas de vapor aplicadas inicialmente al bombeo del agua de las minas, luego al telar mecánico y sucesivamente a la práctica totalidad de los procesos industriales mecanizables y al transporte (ferrocarril, barco de vapor), así como a los procesos metalúrgicos (en siderurgia, los altos hornos) y químicos, y a la calefacción y cocinas domésticas; desde la Segunda Revolución Industrial, el petróleo y sus derivados aplicados tanto a la industria como al transporte (motor de combustión aplicado al automóvil y a la aviación). Siempre convivieron con aprovechamientos a menor escala de las energías tradicionales de la economía preindustrial: la eólica de la navegación a vela o los molinos de viento, la hidráulica de norias y molinos hidráulicos, y los aprovechamientos tradicionales de la biomasa, fundamentalmente la utilización de la madera y el carbón vegetal como combustible.
El modelo de desarrollo propio de la sociedad industrial aboca al agotamiento de los recursos fósiles, sin posible reposición, pues son necesarios períodos de millones de años para su formación. La búsqueda de fuentes de energía inagotables y el intento de los países industrializados de fortalecer sus economías nacionales reduciendo su dependencia de los combustibles fósiles, concentrados en territorios extranjeros tras la explotación y casi agotamiento de los recursos propios, les llevó a la adopción de la energía nuclear y, en aquellos con suficientes recursos hídricos, al aprovechamiento hidráulico intensivo de sus cursos de agua. A finales del siglo XX y comienzos del siglo XXI se comenzó a cuestionar el modelo energético imperante por dos motivos: los problemas medioambientales suscitados por la combustión de combustibles fósiles, que ya no se limitaban a episodios de smog en las grandes urbes como Londres o Los Ángeles, sino que se generalizaban con impactos globales (cambio climático antropogénico); y los riesgos del uso de la energía nuclear, puestos de manifiesto en accidentes como el de Three Mile Island (Estados Unidos), el de Chernóbil (Unión Soviética) o el de Fukushima (Japón).

## Clasificación
Las energías limpias son aquellas que son renovables y reducen drásticamente los impactos ambientales producidos, entre las que cabe citar el aprovechamiento de:
- La energía eléctrica: Diferencia entre 2 puntos de potencias creando una corriente eléctrica.

- La energía solar: El sol produce luz y calor. Todos los seres vivos necesitan luz solar para vivir. En la actualidad, se utiliza la luz y el calor del sol para producir energía eléctrica, sobre todo en las viviendas.
- La energía eólica: Antiguamente se usaba para mover los objetos, por ejemplo, los barcos de vela. Actualmente lo utilizamos para producir electricidad. En las centrales eólicas el viento mueve las aspas de los molinos y este movimiento se transforma en electricidad.

- Los ríos y lagos: energía hidráulica.

- Los mares y océanos: energía mareomotriz.
- El calor de la tierra: energía geotérmica.
- La materia orgánica: biomasa y biogás.
- Los combustibles: energía química. Los combustibles son materiales que pueden arder; a leña, el carbón y el gas natural, por ejemplo, son combustibles. Estos poseen energía química; cuando arden, se desprenden energía lumínica y calorífica. Esta energía puede transformarse en movimiento cuando los combustibles se utilizan por el funcionamiento de un motor.
- La energía nuclear. Crea energía eléctrica, energía térmica o energía mecánica al momento que se crean reacciones atómicas.
- Mediante calor y agua: energía hidrotérmica.[11]

Con respecto a las llamadas energías alternativas (eólica, solar, hidráulica, biomasa, mareomotriz y geotérmica), cabe señalar que su explotación a escala industrial es fuertemente contestada, incluso por grupos ecologistas, dado que los impactos medioambientales de estas instalaciones y las líneas de distribución de energía eléctrica que precisan pueden llegar a ser importantes, especialmente si, como ocurre con frecuencia (caso de la energía eólica), se ocupan espacios naturales que habían permanecido ajenos al hombre.
Las fuentes de energía pueden ser renovables y no renovables. Las renovables, como el sol, permiten una explotación ilimitada, ya que la naturaleza las renueva constantemente. Ejemplo de ellas son las siguientes:
- Energía hidráulica: obtenida a través de un curso del agua.
- Energía eólica: proviene del viento.
- Energía solar: proviene de la luz del sol como su nombre lo dice, esta puede ser transformada en dos tipos de energía, la eléctrica y la térmica.
- Energía geotérmica: proviene del calor interno de la tierra y también se puede transformar en energía eléctrica o calorífica.
- Energía marítima: proviene del movimiento de subida y bajada del agua del mar.
- Energía de ondas: proviene del movimiento ondulatorio de las masas de agua.
- Energía de biomasa: proviene del aprovechamiento energético del bosque o de sus residuos, de los residuos de la agricultura, de la industria alimentaria o el resultado de las plantas de tratamiento de aguas residuales o industriales. A pesar de ser una fuente de energía bastante actual, normalmente es utilizada en las zonas rurales.

Las no renovables, como el carbón, aprovechan recursos naturales cuyas reservas disminuyen con la explotación, lo que las convierte en fuentes de energía con poco futuro, dado que sus reservas se están viendo reducidas drásticamente. Ejemplo de ellas son las siguientes:
- Carbón: combustible extraído mediante exploraciones minerales, suministra el 25 % de la energía primaria consumida en el mundo.
- Petróleo: se constituye por una mezcla de componentes orgánicos y es una de las principales energías utilizadas en los medios de transporte.
- Gas natural: es utilizado como combustible en los hogares y en la industria.
- Uranio: elemento químico formado por combustible nuclear, tiene un potente poder calorífico.

Este tipo de clasificación tiene como base el ritmo de consumo de energía. Las no renovables son las que tienen que dejar de utilizarse.

## Geografía, economía, política y legislación
- Geografía energética o Geografía de la energía

La geografía de la energía es el estudio de la distribución de las fuentes de energía, de la transmisión de los productos energéticos y de la energía y de su consumo. La energía puede definirse como el equivalente de un trabajo, así pues un gasto de energía. En los países subdesarrollados, una importante proporción de la energía consumida es todavía de origen animal y humano. en los países industriales, por el contrario, la energía mecánica es esencialmente proporcionada por aparatos como motores, turbinas, etc., que transforman la energía contenida en los combustibles naturales, las cascadas, las mareas, el viento, la radiación solar, la geotermia, y la estructura misma de la materia. Así el coeficiente de consumo de energía moderna por habitante es un buen criterio del nivel de desarrollo económico de un país. Además de por su volumen y su distribución por agentes y sectores de la economía, un consumo de energía se caracteriza, en un marco geográfico determinado, por su distribución según las diversas fuentes naturales a las que recurre (sistema energético). El nivel del consumo energético de un país y su distribución entre estas diversas fuentes no están de modo alguno en función de la importancia ni de la composición de su potencial energético natural. Un fuerte consumo de energía depende simplemente de la potencia de la industrialización y del nivel de vida de los habitantes. Va siempre acompañada de una riqueza de capitales que cubre la necesidad de comprar en el extranjero los productos energéticos necesarios. Durante mucho tiempo los países capitalistas industrializados han importado de este modo cantidades crecientes que compraban a bajo precio porque controlaban su producción y su balance energético se hacía cada vez más deficitario. A partir de 1974, la crisis de la energía interrumpe brutalmente esta evolución. Es debida, no al riesgo de un próximo agotamiento de los recursos petroleros del planeta, sino a la cuadruplicación de los precios del petróleo en el otoño de 1973..., seguida de nuevo por una duplicación en 1979. Unida a una crisis económica cuyo final sigue siendo hipotético, se traduce por una ralentización notable de los progresos de la demanda mundial de energía desde hace diez años. el aumento de los precios de un petróleo por lo general pagado en dólares por los importadores pesa fuertemente sobre su balanza comercial y sobre su situación monetaria. En todas partes, los ahorros de energía están a la orden del día, que aumentan aún más este frenazo al consumo. El fuerte encarecimiento del petróleo ha favorecido el creciente recurso a las otras fuentes de energía (de las que las grandes sociedades petroleras internacionales han tomado en parte el control): el carbón, que tiene un renacimiento, el gas natural (gasoducto siberiano), la energía nuclear (producción mundial más  que quintuplicada de 1973 a 1982), energías renovables que empiezan a industrializarse. Ha conducido también al consumo del petróleo a un nivel inferior al de antes de la crisis. Se ha seguido en 1982 una baja de su precio que pone en cuestión la rentabilidad de un cierto número de inversiones recientes en las otras fuentes de energía, principalmente en la nuclear, cuestionada además en los planos técnico y político. Una gran inestabilidad caracteriza pues hoy el mercado de la energía.
Pierre George (1984).

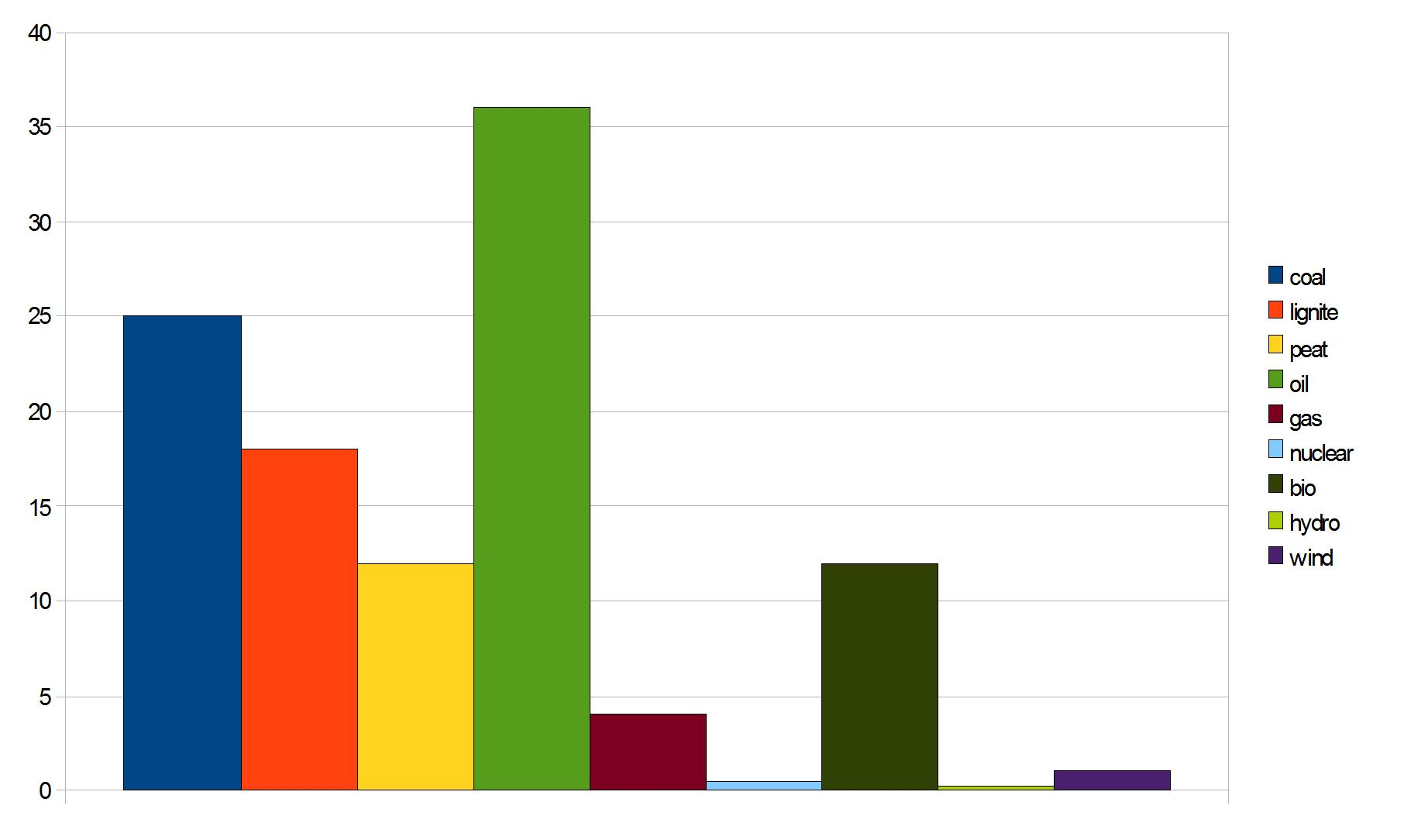
Muertes por TWh producido por cada fuente de energía: hulla (azul), lignito (naranja), turba (amarillo), petróleo (verde), gas (granate), nuclear (azul claro), bioenergía (verde oscuro), hidroeléctrica (verde claro), eólica (morado).

Externe, un proyecto de investigación europeo sobre externalidades de la producción de energía, ha estimado las muertes causadas por cada una de las fuentes de energía considerando todo su ciclo vital: desde la extracción del combustible hasta el desmantelamiento o reconversión de los lugares de producción; tiene por tanto en cuenta tanto las muertes producidas por accidente o enfermedad profesional en las minas o instalaciones extractivas como las asociadas al impacto ambiental de cada una de las fases de la producción, la distribución y el consumo.

El cambio climático afectará, tanto en su extensión como en su distribución geográfica, al potencial técnico de las fuentes de energía renovables, aunque las investigaciones sobre la magnitud de esos posibles efectos apenas han comenzado. Dado que las fuentes de energía renovables son en muchos casos dependientes del clima, el cambio climático mundial afectará al acervo de recursos de la energía renovable, aunque la naturaleza y magnitud exactas de esos efectos son inciertas. El potencial técnico futuro de la bioenergía podría acusar la influencia del cambio climático, debido a sus efectos sobre la producción de biomasa, particularmente por alteración de las condiciones del suelo, precipitación, productividad de los cultivos y otros factores. A nivel mundial, se espera que el impacto general de un cambio de la temperatura media mundial inferior a 2° C sea relativamente pequeño en términos del potencial técnico de la bioenergía. Sin embargo, cabe esperar diferencias regionales considerables y mayores márgenes de incertidumbre, de más difícil evaluación, en comparación con otras opciones de la energía renovable, debido al gran número de mecanismos de retorno utilizados. Con respecto a la energía solar, pese a que el cambio climático influirá previsiblemente en la distribución y variabilidad de la cubierta de nubes, se espera que el efecto de estos cambios sobre el potencial técnico sea, en conjunto, pequeño. En el caso de la energía hidroeléctrica, se espera que el impacto general sea ligeramente positivo en términos del potencial técnico mundial. Sin embargo, los resultados indican también que son posibles las variaciones sustanciales entre unas y otras regiones, e incluso entre países. Las investigaciones realizadas hasta la fecha parecen indicar que no es previsible que el cambio climático afecte en gran medida al potencial técnico mundial del desarrollo de la energía eólica, aunque sí son de esperar cambios en la distribución regional de los recursos de esa forma de energía. No se prevé que el cambio climático afecte considerablemente al tamaño o a la distribución geográfica de los recursos de energía geotérmica u oceánica. ... Algunos recursos de la energía renovable se hallan ampliamente distribuidos en términos geográficos. Otros, como los de la energía hidroeléctrica en gran escala, pueden estar más centralizados, aunque conllevan opciones de integración limitadas por la ubicación geográfica. Ciertos recursos de la energía renovable son variables y tienen una predictibilidad limitada. ...  Tanto con fines de electricidad como de calefacción, refrigeración o combustibles gaseosos o líquidos, incluida la integración directa en los sectores de uso final, los problemas que plantea la integración de las energías renovables son contextuales y específicos para cada ubicación, y obligan a introducir ajustes en los sistemas actuales del suministro de energía. ... La contribución de las energías renovables al suministro de energía primaria varían sustancialmente según el país y la región. La distribución geográfica de la generación, el uso y la exportación de energías renovables se está diversificando a medida que penetra en otras regiones en desarrollo, singularmente Asia y, en particular, China. En términos de capacidad de potencia renovable instalada, China es actualmente la primera del mundo, seguida de Estados Unidos de América, Alemania, España y la India. La energía renovable está más uniformemente distribuida que los combustibles de origen fósil, y hay países o regiones ricos en determinados recursos de la energía renovable. ... Los países tienen diferentes prioridades, planteamientos, decisiones tecnológicas y planes de apoyo respecto al desarrollo de la bioenergía. Los mercados y las políticas se vuelven más complejos cuando los países tratan de equilibrar determinadas prioridades en los aspectos relacionados con la agricultura y el uso de la tierra, las políticas y la seguridad energéticas, el desarrollo rural, y la protección del medio ambiente, teniendo presente al mismo tiempo sus etapas de desarrollo específicas, el acceso geográfico a los recursos y la disponibilidad y el costo de estos. ... El potencial técnico mundial de la generación hidroeléctrica se cifra en 14.576 TWh (52,47 EJ) anuales, con un potencial de capacidad total estimado de 3.721 GW anuales, es decir, el cuádruplo de la capacidad hidroeléctrica mundial actualmente instalada. La capacidad no aprovechada varía entre un 47 % en Europa y un 92 % en África, porcentajes que denotan un amplio margen y una diversidad geográfica de oportunidades de desarrollo hidroeléctrico en todo el mundo. El mayor potencial técnico y el mayor volumen de recursos no aprovechados corresponden a Asia y América Latina. Gran parte del potencial total todavía no aprovechado se encuentra en África. Cabe señalar que los valores relativos a la totalidad de la capacidad hidroeléctrica instalada de América del Norte, América Latina, Europa y Asia son de un mismo orden de magnitud, mientras que en África y Australasia y Oceanía son de un orden de magnitud menor: en África, a causa del subdesarrollo, y en Australasia y Oceanía, debido a su extensión, al clima y a la topografía. En promedio, el factor de capacidad mundial de las centrales hidroeléctricas es del 44 %. ... En vista de que muchos recursos renovables son locales y no se pueden comercializar internacionalmente, incrementar su porcentaje en la cartera energética de un país disminuiría la dependencia de la importación de combustibles de origen fósil, cuya distribución espacial de reservas, producción y exportación es muy desigual y altamente concentrada en unas pocas regiones. Mientras los mercados de energía renovable no se caractericen por ese tipo de suministro geográficamente concentrado, esto permite diversificar la cartera de fuentes de energía y atenuar la vulnerabilidad de la economía a la volatilidad de los precios. En el caso de los países en desarrollo importadores de petróleo, la mayor aceptación de las tecnologías de energía renovable podría admitir una reorientación de los flujos del intercambio de divisas, destinándolos a la importación de bienes que no pueden producirse a nivel local, tales como los bienes de capital de alta tecnología, en vez de asignarlos a la importación de energía. Por ejemplo, Kenia y Senegal gastan más de la mitad de sus ingresos procedentes de las exportaciones en importar energía, mientras que la India gasta más del 45 %. Sin embargo, también puede surgir una dependencia de las importaciones de las tecnologías para la implantación de energías renovables, con un acceso seguro a las materias primas minerales inorgánicas requeridas, que son escasas, a precios razonables, lo cual podría ser un desafío para todas las industrias. El perfil de producción variable de algunas tecnologías de energía renovable a menudo precisan de medidas técnicas e institucionales adecuadas a las condiciones locales, a fin de garantizar un suministro de energía constante y fiable. En los países en desarrollo, el acceso a la energía es un desafío importante y los indicadores de fiabilidad de los servicios de infraestructuras muestran que en el África subsahariana, prácticamente el 50 % de las compañías tienen su propio equipo generador. Por lo tanto, en muchos países en desarrollo se vincula específicamente el acceso a la energía con las cuestiones relativas a la seguridad, al ampliar la definición de seguridad energética mediante la aplicación de los conceptos de estabilidad y fiabilidad del suministro local.
IPCC (2011).

- Economía energética
- Política energética[18]
- Legislación energética o Derecho energético[19]
- Soberanía energética (concepto paralelo al de soberanía alimentaria).[20]
- Abastecimiento energético y autoabastecimiento energético[21]

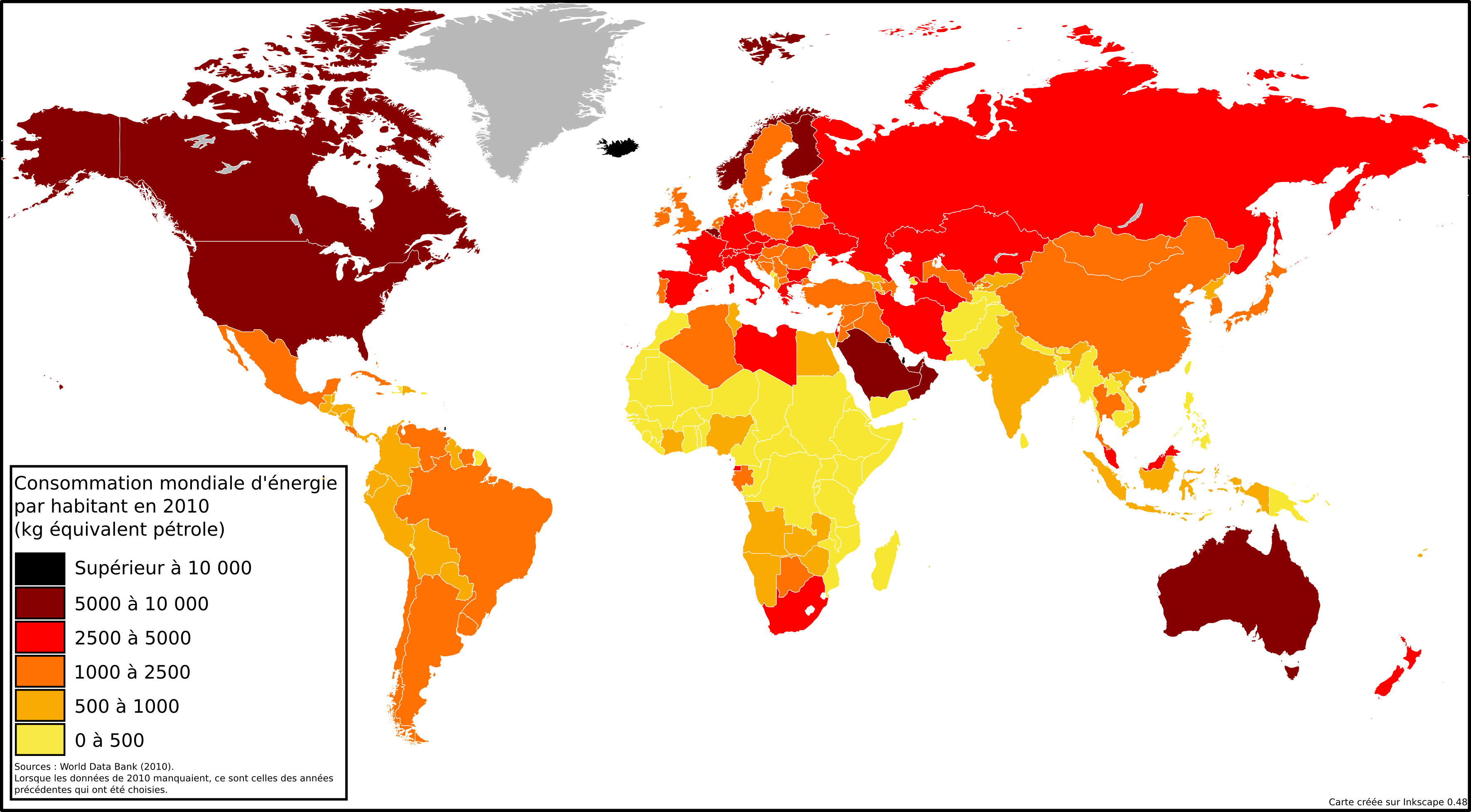
Consumo de energía por habitante en cada país, medido en kg equilvalentes de petróleo.
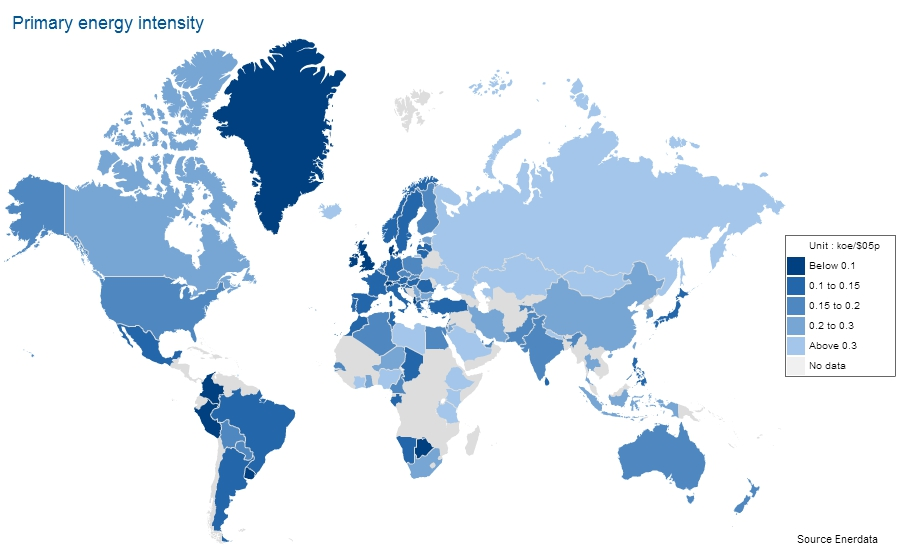
Intensidad energética en cada país medido en kg equivalentes de petróleo por unidad monetaria del PNB.